# Fornoli (Villafranca in Lunigiana)
Fornoli è una frazione del comune italiano di Villafranca in Lunigiana, nella provincia di Massa-Carrara, in Toscana.

## Storia
Antico possedimento dei Malaspina, nel Medioevo fu un'importante zona di passaggio per i pellegrini in cammino lungo la via Francigena, verso Luni e la costa.

## Monumenti e luoghi d'interesse
La chiesa parrocchiale della frazione è dedicata a San Michele. Il vecchio borgo è caratterizzato da alcuni passaggi in galleria e il ponte medievale ad un'arcata sul torrente Carpena, dal quale è possibile osservare le cascate.
A ridosso di uno sperone roccioso, con accanto un edificio rurale, resto di un antico ospedale, si trova la chiesa di Santa Maria di Groppofosco, anche detta Chiesaccia. Sin dal XII secolo la chiesa era luogo di sosta e accoglienza per pellegrini e viandanti; fu ristrutturata più volte durante i secoli. 

## Cultura

### Cucina
Fornoli è nota per le locali "focaccette"; ogni anno si svolge in paese la sagra nel periodo di ferragosto.